# Art Themen

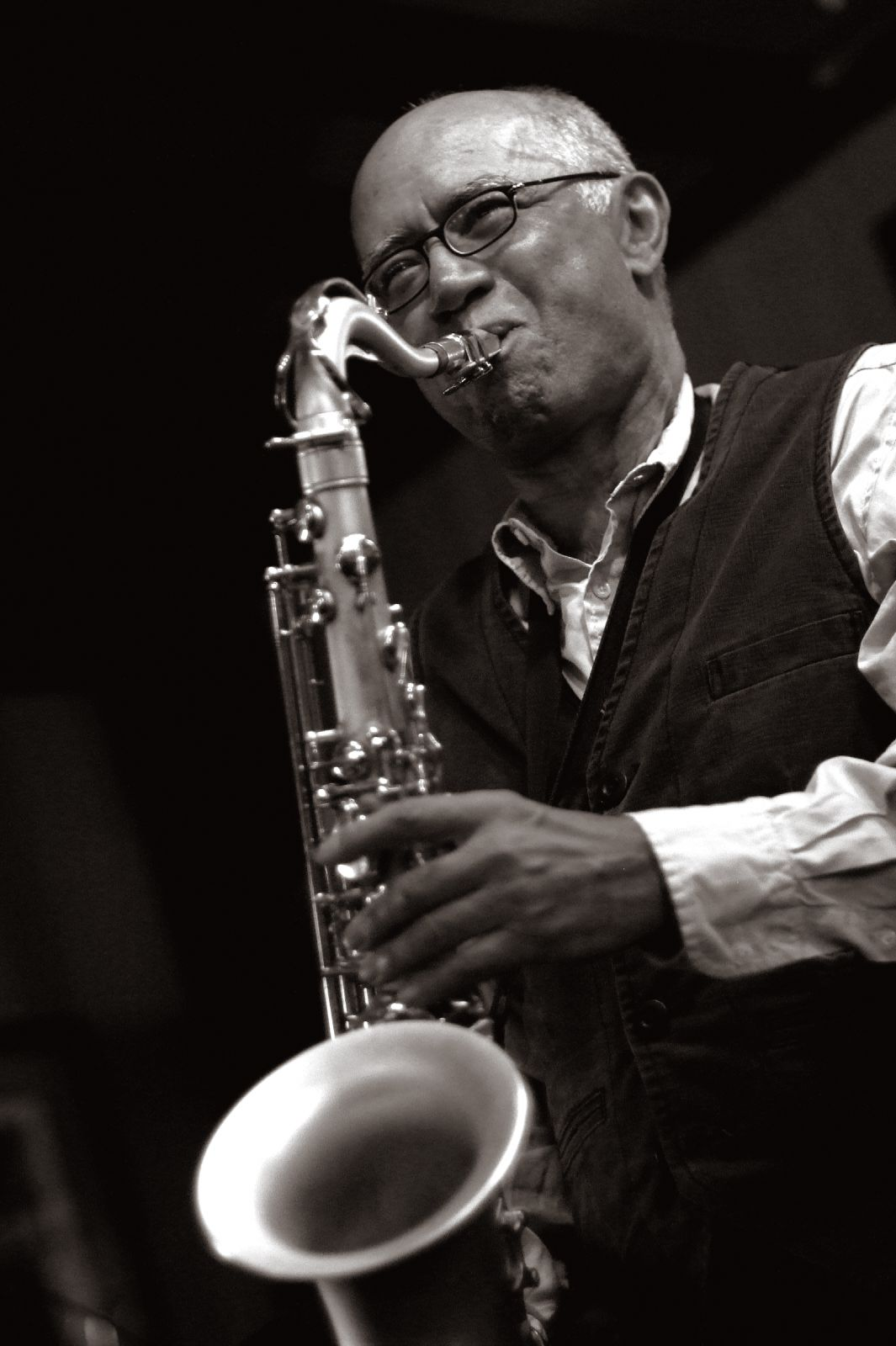
Art Themen (2008)

Art Themen (* 26. November 1939 in Manchester) ist ein britischer Saxophonist des Modern Jazz.
Themen studierte Medizin (zwischen 1958 und 1961 in Cambridge, dann bis 1964 in London) und spezialisierte sich als Orthopäde, um dann als beratender Arzt zu arbeiten. In seiner Studentenzeit in Cambridge spielte er nebenbei in der Jazzband der Universität, die zwischen 1959 und 1962 als führende britische Hochschulband ausgezeichnet wurde. Nach seinem Umzug nach London kam er in Kontakt mit der Bluesszene und wurde Mitglied in den Bands von Alexis Korner (Red Hot from Alex, 1964; Blues Incorporated, 1965) und Jack Bruce. Er spielte auch mit Rod Stewart, Joe Cocker, Charlie Watts und Long John Baldry, bevor er sich eindeutig dem Jazz zuwandte. 1965 vertrat er sein Land im International Peter Stuyvesant Jazz Orchestra, das auf dem Jazz Festival Zürich auftrat. Ende der 1960er und in den frühen 1970ern spielte er in den Bands von Michael Garrett und von Graham Collier. 1974 begann er seine Zusammenarbeit mit Stan Tracey (in sehr unterschiedlichen Formationen, insbesondere Quartett, Oktett, Bigband).
Themen tourte auch mit Al Haig, Red Rodney, Sal Nistico oder Ian Carr und trat auch mit Nat Adderley, George Coleman und Billy Mitchell auf. Seit 1995 konzentriert er sich ganz auf seine musikalische Karriere. Gemeinsam mit Pianist John Critchinson betreibt er seitdem ein eigenes Quartett. Als nach Ian Carr „extrem begabter und origineller“ Bläser spielt er neben dem Tenor- und Sopransaxophon auch das Sopranino.

## Diskographische Hinweise
- 1978: Alexis Korner: The Party Album
- 1982: Bebop „Live“ – Al Haig, Peter King, & Art Themen
- 1997: Classics – Howard Riley & Art Themen Quartet
- 2020: Thane & The Villeins (Hadleigh Jazz Records), mit Pete Whittaker, George Double
- 2023: Off-Piste, mit Greg Foat

## Lexigraphische Einträge
- Ian Carr, Digby Fairweather, Brian Priestley: Rough Guide Jazz. Der ultimative Führer zur Jazzmusik. 1700 Künstler und Bands von den Anfängen bis heute. Metzler, Stuttgart/Weimar 1999, ISBN 3-476-01584-X.